# Presidenti del Sudan del Sud
Questa pagina raccoglie i Presidenti della Regione Autonoma del Sudan Meridionale (1972-1983 e 2005-2011) e i successivi Presidenti della Repubblica del Sudan del Sud (2011-presente).
Il Presidente della Repubblica del Sudan del Sud è il capo di stato e capo del governo del Sudan del Sud. Il Presidente guida il ramo esecutivo del Governo del Sudan del Sud e ricopre la carica di Comandante in capo dell'Esercito di Liberazione del Popolo del Sudan
Fino all'indipendenza del 9 luglio 2011 il Presidente del Sudan del Sud ricopriva anche la carica di Primo Vicepresidente del Sudan.

## Storia dell'incarico
La regione del Sudan meridionale (attualmente la repubblica indipendente del Sudan del Sud) è diventata autonoma per la prima volta, all'interno del Sudan, con gli Accordi di Addis Abeba del 1972. Tali accordi avevano lo scopo di porre una fine alla Prima guerra civile in Sudan (1955-1972). Il governo locale del Sudan meridionale ebbe cinque presidenti fino al 1983, quando il governo centrale del Sudan revocò lo status di autonomia alla regione.
L'autonomia venne riacquisita nel 2005 con la sottoscrizione del Comprehensive Peace Agreement (CPA), noto come l'Accordo di Naivasha, tra il Movimento per la Liberazione del Sudan (dall'inglese, Sudan Liberation Movement, SLM) e il governo del Sudan. L'accordo aveva lo scopo, anche in questo caso, di porre fine alla Seconda guerra civile in Sudan (1983-2005), ed ebbe anche l'effetto di ripristinare la carica di Presidente del Sudan del Sud.
Il 9 luglio 2011, il Sudan del Sud divenne pienamente indipendente dal governo centrale del Sudan, con la conseguente adozione di una nuova costituzione.

## Presidenti del Sudan del Sud (1972-presente)
| Presidente                                                                                        | Presidente                          | Partito                                       | Mandato        | Mandato                         | Elezione                                                         | Elezione |
| Presidente                                                                                        | Presidente                          | Partito                                       | Inizio         | Fine                            | Elezione                                                         | Elezione |
| ------------------------------------------------------------------------------------------------- | ----------------------------------- | --------------------------------------------- | -------------- | ------------------------------- | ---------------------------------------------------------------- | -------- |
| Presidenti dell'Alto Consiglio Esecutivo della Regione Autonoma del Sudan Meridionale (1972-1983) |                                     |                                               |                |                                 |                                                                  |          |
|                                                                                                   | Abel Alier (1933)                   | Southern Front                                | 6 aprile 1972  | febbraio 1978                   | —                                                                |          |
|                                                                                                   | Joseph Lagu (1931)                  | Sudan African National Union                  | febbraio 1978  | 12 luglio 1979                  | —                                                                |          |
|                                                                                                   | Peter Gatkuoth (1938-2010)          | Indipendente                                  | 12 luglio 1979 | 30 maggio 1980                  | —                                                                |          |
|                                                                                                   | Abel Alier (1933)                   | Southern Front                                | 30 maggio 1980 | 5 ottobre 1981                  | —                                                                |          |
|                                                                                                   | Gismalla Abdalla Rassas (1932-2013) | South Sudan Liberation Movement               | 5 ottobre 1981 | 23 giugno 1982                  | —                                                                |          |
|                                                                                                   | Joseph James Tombura (1929-1992)    | Sudan African National Union                  | 23 giugno 1982 | 5 giugno 1983                   | —                                                                |          |
| Regione autonoma abolita (5 giugno 1983 – 9 luglio 2005)                                          |                                     |                                               |                |                                 |                                                                  |          |
| Presidenti della Regione Autonoma del Sudan Meridionale (2005-2011)                               |                                     |                                               |                |                                 |                                                                  |          |
|                                                                                                   | John Garang de Mabior (1945-2005)   | Movimento di Liberazione del Popolo del Sudan | 9 luglio 2005  | 30 luglio 2005 (†)              | In quanto capo dell’Esercito di Liberazione del Popolo del Sudan |          |
|                                                                                                   | Salva Kiir Mayardit (1951)          | Movimento di Liberazione del Popolo del Sudan | 30 luglio 2005 | 11 agosto 2005                  | Vicepresidente; ad interim                                       |          |
| 11 agosto 2005                                                                                    | Salva Kiir Mayardit (1951)          | Movimento di Liberazione del Popolo del Sudan | 9 luglio 2011  | In quanto Presidente ad interim |                                                                  |          |
| 11 agosto 2005                                                                                    | Salva Kiir Mayardit (1951)          | Movimento di Liberazione del Popolo del Sudan | 9 luglio 2011  | 2010                            |                                                                  |          |
| Presidenti della Repubblica del Sudan del Sud (2011-oggi)                                         |                                     |                                               |                |                                 |                                                                  |          |
|                                                                                                   | Salva Kiir Mayardit (1951)          | Movimento di Liberazione del Popolo del Sudan | 9 luglio 2011  | in carica                       | —                                                                |          |